# Середньоруська височина
Середньоруська височина (вживані назви: Середньоросійська височина, Лівобічна височина, Середня височина, іноді: Східньоєвропейська Центральна височина; рос. Среднерусская возвышенность) — велика височина у центрі Східної Європи, що простягається з півночі — північний захід (від річки Ока на лінії Калуга — Рязань) на південно-південний схід (до долини Сіверського Дінця; широку долину якого виділяють як Донецьку низовину).
На північному заході до Середньоруської височини примикає Смоленсько-Московська височина. На заході обмежена Поліською, на південному заході — Придніпровською низовиною, а на сході — Оксько-Донською рівниною (Тамбовська рівнина). Довжина рівнини до 1000 км, ширина до 500 км. Переважна частина Середньоруської височини лежить у межах Росії, значно менша південно-західна  — на території Україні (частини Сумської, Харківської і Луганської області). Південно-східна частина має назву Калацька височина.

## Рельєф
Середньоросійська височина є горбистим плато з пересічними висотами 230—250 м (найвища точка — 293 м), ерозійно-денудаційна лесова похила сильно розчленована рівнина. Рельєф ерозійний — балочно-долинний, з вельми розчленованими долинами річок, балками та ярами до 1,3—1,7 м на 1 км² і глибиною від 50 м до 100—150 м, місцями розвинений карст.
В одноманітному назагал краєвиді Середньоросійської височини наймальовничішими є високі праві береги річок, складені переважно з крейдяних шарів, зокрема правий берег Дону, так зване Донське Білогір'я (висота 242 м) та сильно розчленована Калацька височина.

### Українська частина
В українській частині розташовані такі обласні міста як Харків та Суми. Південно-західні схили, південно-західні відлоги площею близько 80 000 км²  відповідають південно-західним схилам Воронезького масиву (Воронезька антекліза), які вкриті грубими шарами крейди (серед них особливо поширена біла крейда, що виступає на відслоненнях по всій території) і тонкими шарами палеогенових і антропогенових порід; всі вони пухкі і податливі на ерозію.
Абсолютні висоти зменшуються у південно-західному напрямі, у якому течуть річки: притоки Дніпра (Сейм, Сула, Псел, Ворскла) і Дінця (Уда, Нежеголь, Оскіл, Айдар, Деркул, Калитва); східна частина похилена також на схід до Дону і розчленована його притоками (Тиха Сосна, Чорна Калитва, Осередь, Тогучівка). Річкові долини переважно широкі (до 6 км) і глибоко втинаються, вододіли звужені здебільшого до правих берегів. Як і на Полтавській рівнині, назагал правобережні ділянки долин стрімкі, ускладнені зсувами, часто вкриті лісами і чагарниками; вони розчленовані короткими, глибокими, сильно порізаними ярами. Лівобережні ділянки похилі, зазвичай з 3-4 терасами (з них надзаплавні переважно вкриті пісками, вищі — лесом); вони слабо розчленовані довгими ярами і неглибокими балками з похилими схилами. Взагалі на височині яруги і балки сильніше розвинені, ніж на інших українських землях; їх густота становить 1—2 км на 1 км², а яружне розчленування доходить до 10—30 % площі (найбільше в південно-східній частині між Осколом і Доном з Хопром). Обезліснення і розорання степів вплинули на зростання балок й спричинили катастрофічне для хліборобства збільшення невгідь.
На північно-західній Сумщині поширені карстові явища, тут також простягаються мореново-зандрові і зандрові рівнини. Ця частина височини є переходом до північної частини Придніпровської низовини і Лівобережного Полісся, що його часом називають Сіверським Поліссям. На заплавних терасах річок інколи поширені еолові форми.

## Геологія
В основі височини залягають докембрійські породи Воронізького кристалічного масиву, який на південному заході опускається до Дніпровсько-Донецької западини. Кристалічний фундамент найбільш піднесений в середній частині височини. Осьова частина Воронізького масиву прикрита тонкими (до 150 м) шарами осадових порід — девону, юри, крейди і палеогену (на південному сході над Доном між містами Богучар і Павловськ кристалічні породи виходять на поверхню). В усі боки від цього масиву докембрійські породи западають глибоко під осадові шари.
На півночі височина складена вапняками девону і карбону, перекритими піщано-глинястими відкладеннями юри і нижньої крейди, на півдні — крейдою і мергелем верхньої крейди з покривом палеогенових пісків, глин, пісковиків.
Невелика північно-західна частина Середньоросійської височини була вкрита льодовиком під час Дніпровського зледеніння. Тепер майже всю височину вкриває лес і лесовидні суглинки.

### Корисні копалини
Корисні копалини: залізняк Курської магнітної аномалії (найзначніше Михайлівське родовище), буре вугілля Підмосковного вугільного басейну тощо. Значні запаси вапняків та крейди. Можливі промислові поклади уранових руд.

## Клімат
Клімат Середньоросійської височини в українській частині найбільш континентальний з усіх частин України, а зими — найхолодніші. Середня річна температура від 6 °C на півночі до 8 °C на півдні. Середня температура січня від —7 °C на південному заході до —9 °C на північному сході височини, середня температура липня від 19 °C на північному заході до 22 °C на південному сході. Середня різниця між найтеплішим і найзимнішим місяцем зростає з 26 °C на північному заході до 29 °C на південному сході. Середнє число атмосферних опадів на рік знижується з 560 мм опадів на північному заході до 400 мм на південному сході; 75 % їх припадає на літні місяці, часті зливи. Зима відзначається стійкістю, літо — сухістю (часті суховії).

## Гідрологія
Середньоросійська височина є вододілом між Каспійським, Чорним і Азовським морями. На височини беруть початок великі річки — Ока (с притоками Зуша, Упа, Жиздра тощо), Десна, Сейм, Псел, Ворскла, Дон (з притокою Сіверський Донець).
Річки Середньоросійської височини в українській частині за винятком Дону і Дінця назагал маловодні, а малі влітку пересихають. У заплавах річок численні озера — стариці та болота.

## Ґрунти
Ґрунти чорноземні (на півночі — сірі лісові). Ґрунти і рослинність змінюються в напрямі з північно-північного заходу на південно-південний схід. На північ від річки Сейм поширені головним чином опідзолені ґрунти, опідзолені чорноземи, темносірі опідзолені і сірі та світлосірі опідзолені ґрунти. У лісовій смузі також дерново-підзолисті супіщані ґрунти. В решті лісостепу поширені глибокі малогумусні чорноземи. В степу звичайні малогумусні чорноземи. У долинах річок поширені лучно-чорноземні, піщані і болотні ґрунти.
Територія дуже розорана.

## Рослинний покрив
Переважна частина височини лежить у смузі лісостепу, північно-західна частина (5 %) — у смузі мішаних широколистяних лісів (ліси там займають ледве 6 % площі), південно-східна — степу. У лісовій частині переважають мішані ліси (сосна, дуб, береза), менше — соснових борів; значну площу становлять суходільні й заплавні луки та болота.
У лісостепу ліс займає близько 10 %, найбільше його на північному заході і вздовж річкових долин. Переважають діброви з додатком клена, ясеня, липи, а на піщаних терасах річок соснові ліси з додатком дуба, вільхи, верби, лози й інші.

### Охорона природи
Залишки трав'яного барвисто-широколистого степу є лише на схилах ярів. Великий лісовий масив Шиповий ліс біля Бутурлинівки (32 000 га) знаходиться частково під охороною, Ямський степ у південній Вороніжчині (біля Старого Осколу) є заповідником. У смузі барвистого типчаково-ковилового степу ліс становить 3 % (найбільші масиви на піщаних терасах Дінця), рештки степової рослинності залишилися на стрімких узбіччях балок і ярів, на невеликих ділянках цілини та в заповідниках (Стрілецький степ).
На Середньоросійській височині в Росії розташовані заповідники: Центрально-черноземний імені В. В. Альохіна та заповідник Галича гора.
На території України на схилах долини розташовані національні природні парки: Дворічанський, Гетьманський, Деснянсько-Старогутський.